# Skogsjön, Jämtland
Skogsjön är en sjö i Krokoms kommun i Jämtland och ingår i Indalsälvens huvudavrinningsområde. Sjön har en area på 0,333 kvadratkilometer och ligger 476,2 meter över havet.

## Delavrinningsområde
Skogsjön ingår i det delavrinningsområde (710484-141330) som SMHI kallar för Utloppet av Skogsjön. Medelhöjden är 496 meter över havet och ytan är 1,78 kvadratkilometer. Det finns inga avrinningsområden uppströms utan avrinningsområdet är högsta punkten. Vattendraget som avvattnar avrinningsområdet har biflödesordning 3, vilket innebär att vattnet flödar genom totalt 3 vattendrag innan det når havet efter 308 kilometer. Avrinningsområdet består mestadels av skog (61 procent). Avrinningsområdet har 0,3 kvadratkilometer vattenytor vilket ger det en sjöprocent på 16,9 procent.